# (12425) 1995 VG2
1995 في جي 2 (ويعرف أيضًا باسم (12425) 1995 في جي 2 وفق تسمية الكوكب الصغير) (بالإنجليزية: 1995 VG2)‏ هو كويكب ضمن حزام الكويكبات؛ وترتيبه 12425 من حيث الاكتشاف.
اكتُشف هذا الجُرم الفلكي بواسطة تاكيشي أوراتا ‏ في 12 نوفمبر 1995.

## وصلات خارجية
- (12425) 1995 VG2 في قاعدة بيانات مختبر الدفع النفاث لأجرام النظام الشمسي الصغيرة

- الاكتشاف · مخطط المدار ·  العناصر المدارية · المعلمات المادية

- (12425) 1995 VG2 على موقع ويكي سكاي: DSS2, SDSS, GALEX, IRAS, Hydrogen α, X-Ray, Astrophoto, Sky Map, Articles and images